# Маздзер, Кристофер
Кристофер Маздзер (англ. Christopher Mazdzer, 26 июня 1988, Питсфилд, Массачусетс) — американский саночник, выступающий за сборную США с 2006 года. Серебряный призёр зимних Олимпийских игр в Пхёнчхане, многократный призёр национального первенства, чемпион мира среди юниоров.

## Биография
Кристофер Маздзер родился 26 июня 1988 года в городе Питсфилд, штат Массачусетс. Активно заниматься санным спортом начал в возрасте пятнадцати лет, в 2006 году прошёл отбор в национальную сборную и стал принимать участие в различных международных соревнованиях. Первое время выступал сразу в двух дисциплинах, как в одноместных санях, так и двухместных, но впоследствии сделал выбор в пользу мужского одиночного разряда. В сезоне 2006/07 дебютировал во взрослом Кубке мира, заняв в общем зачёте тридцать шестое место, кроме того, впервые поучаствовал в заездах взрослого чемпионата мира, показав на трассе в австрийском Иглсе двадцать восьмой результат.
В следующем сезоне попадал в основной состав сборной лишь изредка, зато чуть позже выиграл молодёжный чемпионат мира, что помогло ему закрепиться в команде. По итогам сезона 2008/09 поднялся в мировом рейтинге сильнейших саночников до двадцать пятой позиции, а на домашней трассе мирового первенства в Лейк-Плэсиде добрался до четырнадцатого места мужского одиночного разряда. Благодаря череде удачных выступлений Маздзер удостоился права защищать честь страны на зимних Олимпийских играх 2010 года в Ванкувере, где для новичка показал вполне неплохое время, расположившись на тринадцатой позиции. Кубковый цикл окончил двадцать вторым местом общего зачёта.
На чемпионате мира 2011 года в итальянской Чезане Крис Маздзер был двадцать третьим, тогда как в кубковом рейтинге спустился аж до двадцать шестого места. В 2012 году на мировом первенстве в немецком Альтенберге финишировал двадцать вторым, а в Кубке мира расположился на двадцать четвёртой строке. В 2014 году побывал на Олимпийских играх в Сочи, где финишировал тринадцатым в мужской одиночной программе и стал шестым в смешанной эстафете.
Ныне живёт и тренируется в деревне Саранак-Лейк, где помимо всего прочего работает спортивным инструктором.
На зимних Олимпийских играх в Корее, Кристофер по сумме четырёх попыток сумел занять второе место в одиночных санях, и принёс серебряную медаль сборной США. Это первый громкий успех спортсмена.